# عماد العدوان
عماد زيدان عبد الحميد العدوان محام وسياسي أردني وعضو سابق في مجلس النواب الأردني التاسع عشر. يحمل درجة الماجستير في القانون الدولي. انضم إلى مجلس النواب الأردني التاسع عشر في 10 نوفمبر 2020 بعد فوزه بالانتخابات البرلمانية واستمر حتى رفع الحصانة عنه في عام 2023.

## اعتقاله
في 22 أبريل 2023، اعتقلته إسرائيل خلال مروره عبر معبر الكرامة بتهمة تهريب الذهب والأسلحة إلى الضفة الغربية. 
في 7 مايو 2023، سلمته إسرائيل إلى الأردن حيث كان معتقلًا في سجن عوفر. لاحقًا رفع مجلس النواب الحصانة عنه لمزيد من التحقيق بناءًا على طلب محكمة أمن الدولة.
في سبتمبر 2023، بدأت جلسات محاكمة العدوان و13 متهمًا آخرين أمام محكمة أمن الدولة، حيث أسند لهم النائب العام 4 تهم.